# Golubie
Golubie – wieś w Polsce położona w województwie warmińsko-mazurskim, w powiecie ełckim, w gminie Kalinowo.
Do 1954 roku istniała gminy Golubie. W latach 1975–1998 miejscowość administracyjnie należała do województwa suwalskiego.
Nazwa wsi pochodzi prawdopodobnie od nazwiska Golub. W dokumentach dotyczących sąsiedniej wsi Golubie Wężewskie odnaleźć można wzmiankę, że w 1589 r. von Nositz sprzedał 16 włók wraz z jeziorem Rdzawe, sołtysowi ze Szczybał – Stańkowi, oraz Mikołajowi Golubiowi i Szymonowi Gucowi.
We wsi pałac dwuskrzydłowy w stylu renesansu francuskiego z 1894, główne skrzydło parterowe, szerokie, posiada narożne wieżyczki i dwukondygnacyjną facjatkę, obecnie ośrodek wypoczynkowy. Pałac otacza zadbany park, w którym żyją liczne króliki. W pobliżu Jezioro Golubskie o pow. 120 ha, zgodnie z legendą została w nim zatopiona armata zdobyta przez Litwinów pod Grunwaldem.
Zobacz też: Golubie Wężewskie, Golubka, Golubki